# Gare de Gerpinnes
La gare de Gerpinnes est une ancienne gare ferroviaire belge de la ligne 138, de Châtelet à Florennes située sur le territoire de la commune de Gerpinnes, dans la province de Hainaut, en Région wallonne.
Mise en service en 1855, elle ferme aux voyageurs en 1959 et aux marchandises en 1985. Le bâtiment, construit par la Compagnie de l’Est belge sert d’habitation.

## Situation ferroviaire
Établie à 183 m d’altitude, la gare de Gerpinnes était située au point kilométrique (PK) 9,6 de la ligne 138, de Châtelet à Florennes-Est entre les haltes d’Acoz-Centre et d’Hymiée.

## Histoire
La station de Gerpinnes est inaugurée le 14 juin 1855 lorsque chemin de fer de Châtelineau à Morialmé (minières) est mis en service par la Société du même nom. Cette ligne au tracé sinueux est alors destinée en priorité à évacuer vers la Sambre la production des gisements de fer et de l’industrie locale.
En 1860, la Sociéte du chemin de fer de Morialmé à Châtelineau fusionne avec la Compagnie du chemin de fer de Charleroi à Louvain est obtient la concession d’un prolongement de la ligne vers Florennes et Givet, dans la vallée de la Meuse de l’autre côté de la frontière française. Inaugurées en 1862, cette nouvelle ligne et celle de Lodelinsart à Châtelet placent Gerpinnes sur un axe international allant de Louvain à l’est de la France. Le bâtiment de la gare date de cette époque.
L’Est belge fusionne au sein du Grand Central Belge en 1864, un consortium financé par la Société générale de Belgique qui regroupe aussi la compagnie rivale du Chemin de fer de l’Entre-Sambre-et-Meuse, exploitant notamment une ligne à profil plus facile entre Charleroi et la Meuse en amont de Givet. Son réseau s’étend jusqu’à Anvers, Rotterdam et la Ruhr allemande. En 1897, le Grand Central est nationalisé et les Chemins de fer de l'État belge, future SNCB en 1926, deviennent l’exploitant de son réseau sur le territoire belge.
Le trafic des voyageurs peut est supprimé le 9 mars 1959 et celui des marchandises n’est plus assuré entre Gerpinnes et Oret à partir de 1966. Jusqu’en 1984, l’usine DAFE[Quoi ?] de Gerpinnes est desservie par des trains venant par Bouffioulx avant que cette section de la ligne ne ferme complètement l’année suivante.

## Patrimoine ferroviaire
Le bâtiment des recettes a été reconverti en villa entourée d’un jardin à l’endroit de l’ancienne place de la gare et des voies au-delà du pont sur le ruisseau d’Hanzinne. Bâti vers 1862, il remplace possiblement un petit bâtiment du même type qu’à Oret et Hanzinne.
Identique à quatre autres gares bâties par l’Est belge sur la ligne de Florennes-Est à Doische, ce haut bâtiment d’influence néoclassique se compose d’un corps de logis de trois travées encadré par deux ailes sans étage d’une et deux travées. À Gerpinnes, une annexe au toit en croupe complète cette dernière aile. Toutes les ouvertures du rez-de-chaussée sont surmontées d’arcs en plein cintre ; celles de l’étage sont rectangulaires et coiffées d’un fronton où la corniche horizontale s’interrompt au niveau d’un œil-de-bœuf. Des pilastres à refends ainsi que trois bandeaux de pierre délimitent une frise de rectangles évidés sous la corniche. Les pignons sont chacun percés par une paire de baies géminées éclairant les combles. À l’origine, les deux fenêtres de part et d’autre de la travée médiane côté rue étaient aveugles.